# ヒシイグアス
ヒシイグアス（欧字名:Hishi Iguazu 香:滂薄無比、2016年1月22日 - ）は、日本の競走馬。主な勝ち鞍は2021年の中山金杯、2021年・2023年の中山記念。
馬名の意味は、冠名＋アルゼンチンにある最大の滝。

## 戦績

### 2〜3歳 (2018〜2019年)
2018年11月25日東京の新馬戦でライアン・ムーアを背にデビュー。道中3・4番手を追走するも、直線でラストドラフトとの追い比べに敗れ2着となる。続く12月15日中山の未勝利戦で勝ち上がりを決め、続く2019年1月の若竹賞(500万下)と連勝してスプリングステークスで重賞初挑戦。3番人気で臨むもエメラルファイトの5着と敗れた。その後はラジオNIKKEI賞を目標に調整され、迎えた同レースはスプリングステークス5着などの実績が評価され1番人気で出走するも、不良馬場が影響し9着に敗れる。

### 4歳 (2020年)
約6カ月の休養を挟んで迎えた復帰戦1月18日の4歳以上2勝クラスではダイワダグラスの、次いで出走した富里特別(2勝クラス)ではハーメティキストの2着にいずれもフィリップ・ミナリク騎乗でそれぞれ敗れる。しかし続く石和特別(2勝クラス)ではダミアン・レーンを背に力強く抜け出すと2着アップライトスピンに3/4馬身差をつけ勝利。待望の3勝目を手にした。約7カ月の休養を再び挟んで11月29日東京のウェルカムステークス (3勝クラス) では松山弘平に乗り替わり2着ショウナンハレルヤに3/4馬身差をつけて2勝クラス、3勝クラスと連勝を達成した。

### 5歳 (2021年)
年明け緒戦として出走した中山金杯には、1番人気に支持され直線では追い込んできたココロノトウダイとの追い比べをクビ差で制し重賞初制覇。続いて出走した中山記念では3連勝中ということもあり2.5倍の1番人気で出走。直線残り50m付近で抜け出し、ケイデンスコールにクビ差で勝利。石和特別から4連勝・重賞2連勝を達成したほか、松山とのコンビでは3戦3勝となった。その中山記念に出走後、2021年10月31日には天皇賞 (秋)でG1に初挑戦。引き続き松山が騎乗したが、外枠15番も影響し上位3強馬の力を見せつけられ連勝は4で止まった。但し、それでも掲示板範囲内の5着は確保した。12月12日には香港カップに出走。初めての海外遠征となった同レースでは、ジョアン・モレイラが騎乗し、直線では外から追い込み一度先頭に立つも、内から同年のクイーンエリザベス2世カップとブリーダーズカップフィリー&メアターフを制したラヴズオンリーユーに差し返され短頭差の2着に敗れた。

### 6歳 (2022年)
当初は4月に香港遠征を行いクイーンエリザベス2世カップへ出走予定であったが、新型コロナウイルスの感染拡大により海外馬の受け入れ中止を表明したため、池添謙一とのコンビで大阪杯へと出走し4着。続く宝塚記念では約2年ぶりにレーンを鞍上に迎え、レースでは中団から上り3ハロン最速の脚を繰り出すも2番手から抜け出したタイトルホルダーから2馬身差の2着となった。
しかし、レース後に美浦トレーニングセンターに到着すると熱中症を発症し、生死の境をさまようほどの状態になる。入院して回復するまでに相当の時間を要し、しばらく冷房の馬房で過ごしたのち、涼しい北海道で立て直してから、ノーザンファームしがらきへ移動した。

### 7歳 (2023年)

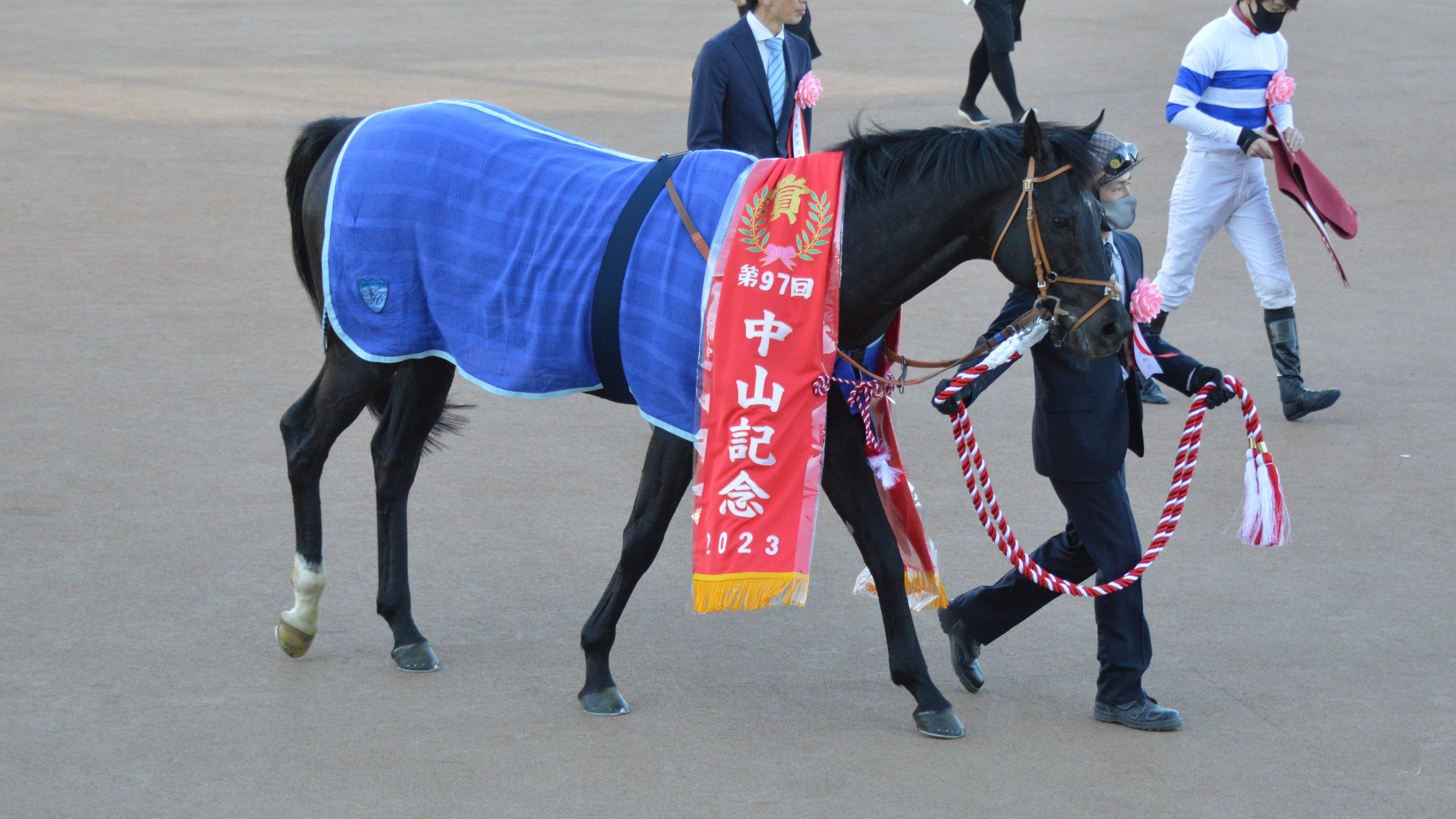
中山記念表彰式

1月28日に美浦に帰厩し、8ヶ月の休養明けで中山記念に出走。道中は中団の内において脚を溜め、抜群の手ごたえで3コーナーから4コーナーで好位に進出。直線では若干前が詰まる所があったものの、進路を外に切り替え馬場の真ん中を一気に抜け出しゴール。2021年以来のこのレースの制覇で重賞3勝目を飾った。その後、大阪杯、札幌記念、秋の天皇賞と国内で3走し、二度目の海外遠征となる香港カップに臨み、3着と好走して7歳シーズンを終えた。

### 8歳（2024年）
8歳初戦も中山記念を初戦に選び、鞍上に女性騎手のレイチェル・キングを迎えて出走したが11着と敗れた。その後、4月28日に行われるクイーンエリザベスII世カップの招待を受諾し、三度目の海外遠征に臨む事となった。クイーンエリザベスII世カップでは好位中団のインで脚を溜め、直線でしぶとく脚を伸ばしたが5着に敗れる。その後、11月16日付けでJRAの競走馬登録を抹消。引退後は中山競馬場で乗馬となる予定。その後中山競馬場にて誘導馬となった。

## 競走成績
以下の内容は、JBISサーチ、netkeiba.com、香港ジョッキークラブの情報に基づく。
| 競走日     | 競馬場 | 競走名         | 格      | 距離（馬場）  | 頭 数 | 枠 番 | 馬 番 | オッズ （人気） | 着順 | タイム （上り3F） | 着差  | 騎手        | 斤量 [kg] | 1着馬（2着馬）         | 馬体重 [kg] |
| ---------- | ------ | -------------- | ------- | ------------- | ----- | ----- | ----- | --------------- | ---- | ----------------- | ----- | ----------- | --------- | ---------------------- | ----------- |
| 2018.11.25 | 東京   | 2歳新馬        |         | 芝1800m（良） | 11    | 6     | 7     | 005.20（3人）   | 02着 | R1:49.6（33.2）   | -0.0  | 0R.ムーア   | 55        | ラストドラフト         | 496         |
| 0000.12.15 | 中山   | 2歳未勝利      |         | 芝2000m（良） | 18    | 5     | 10    | 001.50（1人）   | 01着 | R2:01.5（36.9）   | -0.5  | 0C.ルメール | 55        | （ホウオウビクトリー） | 490         |
| 2019.01.19 | 中山   | 若竹賞         | 500万下 | 芝1800m（良） | 8     | 4     | 4     | 001.90（1人）   | 01着 | R1:50.4（34.7）   | -0.0  | 0F.ミナリク | 56        | （フォークテイル）     | 498         |
| 0000.03.17 | 中山   | スプリングS    | GII     | 芝1800m（良） | 16    | 4     | 8     | 006.00（3人）   | 05着 | R1:48.0（35.8）   | -0.2  | 0F.ミナリク | 56        | エメラルファイト       | 482         |
| 0000.06.30 | 福島   | ラジオNIKKEI賞 | GIII    | 芝1800m（不） | 16    | 5     | 9     | 005.60（1人）   | 09着 | R1:51.0（36.7）   | -1.2  | 0M.デムーロ | 54        | ブレイキングドーン     | 488         |
| 2020.01.18 | 中山   | 4歳上2勝クラス |         | 芝1800m（稍） | 10    | 5     | 5     | 003.20（1人）   | 02着 | R1:51.6（35.6）   | -0.0  | 0F.ミナリク | 56        | ダイワダグラス         | 498         |
| 0000.02.29 | 中山   | 富里特別       | 2勝     | 芝1800m（良） | 12    | 6     | 7     | 002.00（1人）   | 02着 | R1:48.4（34.7）   | -0.3  | 0F.ミナリク | 56        | ハーメティキスト       | 492         |
| 0000.04.26 | 東京   | 石和特別       | 2勝     | 芝1800m（良） | 10    | 8     | 10    | 001.90（1人）   | 01着 | R1:48.0（34.1）   | -0.1  | 0D.レーン   | 57        | （アップライトスピン） | 488         |
| 0000.11.29 | 東京   | ウェルカムS    | 3勝     | 芝2000m（良） | 16    | 6     | 12    | 008.90（5人）   | 01着 | R2:00.7（33.5）   | -0.2  | 0松山弘平   | 55        | （ショウナンハレルヤ） | 494         |
| 2021.01.05 | 中山   | 中山金杯       | GIII    | 芝2000m（良） | 17    | 5     | 9     | 003.10（1人）   | 01着 | R2:00.9（34.5）   | -0.0  | 0松山弘平   | 54        | （ココロノトウダイ）   | 496         |
| 0000.02.28 | 中山   | 中山記念       | GII     | 芝1800m（良） | 14    | 5     | 8     | 002.50（1人）   | 01着 | R1:44.9（34.2）   | -0.0  | 0松山弘平   | 56        | （ケイデンスコール）   | 490         |
| 0000.10.31 | 東京   | 天皇賞（秋）   | GI      | 芝2000m（良） | 16    | 8     | 15    | 040.40（7人）   | 05着 | R1:58.7（33.7）   | -0.8  | 0松山弘平   | 58        | エフフォーリア         | 492         |
| 0000.12.12 | 沙田   | 香港C          | G1      | 芝2000m（Gd） | 12    | 12    | 4     | 005.80（3人）   | 02着 | R2:00.68          | -0.02 | 0J.モレイラ | 57        | Loves Only You         | 485         |
| 2022.04.03 | 阪神   | 大阪杯         | GI      | 芝2000m（良） | 16    | 5     | 10    | 027.40（5人）   | 04着 | R1:58.7（35.3）   | -0.3  | 0池添謙一   | 57        | ポタジェ               | 494         |
| 0000.06.26 | 阪神   | 宝塚記念       | GI      | 芝2200m（良） | 17    | 5     | 10    | 009.50（5人）   | 02着 | R2:10.0（35.9）   | -0.3  | 0D.レーン   | 58        | タイトルホルダー       | 490         |
| 2023.02.26 | 中山   | 中山記念       | GII     | 芝1800m（良） | 14    | 7     | 11    | 009.20（4人）   | 01着 | R1:47.1（34.6）   | -0.1  | 0松山弘平   | 57        | （ラーグルフ）         | 504         |
| 0000.04.02 | 阪神   | 大阪杯         | GI      | 芝2000m（良） | 16    | 7     | 14    | 008.10（4人）   | 07着 | R1:58.0（35.4）   | -0.6  | 0松山弘平   | 58        | ジャックドール         | 486         |
| 0000.08.20 | 札幌   | 札幌記念       | GII     | 芝2000m（稍） | 15    | 7     | 12    | 016.90（7人）   | 05着 | R2:02.8（36.2）   | -1.3  | 0浜中俊     | 58        | プログノーシス         | 502         |
| 0000.10.29 | 東京   | 天皇賞（秋）   | GI      | 芝2000m（良） | 11    | 7     | 8     | 141.90（8人）   | 09着 | R1:57.6（36.3）   | -2.4  | 0松山弘平   | 58        | イクイノックス         | 490         |
| 0000.12.10 | 沙田   | 香港C          | G1      | 芝2000m（Gd） | 11    | 2     | 5     | 014.00（6人）   | 03着 | R2:02.05（34.53） | -0.05 | 0J.モレイラ | 57        | Romantic Warrior       | 485         |
| 2024.02.25 | 中山   | 中山記念       | GII     | 芝1800m（稍） | 16    | 3     | 5     | 007.20（3人）   | 11着 | R1:49.4（37.9）   | -1.3  | 0R.キング   | 58        | マテンロウスカイ       | 498         |
| 0000.04.28 | 沙田   | QEII世C        | G1      | 芝2000m（稍） | 11    |       | 3     | 018.70（5人）   | 05着 | R2:01.6           | -0.6  | 0D.レーン   | 57        | Romantic Warrior       | 492         |

- 海外の競走の「枠番」欄にはゲート番を記載
- 香港のオッズ・人気は香港ジョッキークラブのもの（日本式のオッズ表記とした）

## 特徴
- 中山競馬場では9戦5勝2着2回と最も得意にしており、勝利した3つの重賞も全て中山開催である[38][39]。このことからメディアには「中山巧者」、「中山将軍」と呼ばれている[39][40]。

## 血統表
| ヒシイグアスの血統        | ヒシイグアスの血統                           | ヒシイグアスの血統                           | （血統表の出典）                             | （血統表の出典） |
| 父系                      | ヘイロー系                                   | ヘイロー系                                   | ヘイロー系                                   | [ § 2 ]          |
| 父 ハーツクライ 2001 鹿毛 | 父の父*サンデーサイレンス 1986 青鹿毛        | Halo                                         | Hail to Reason                               | Hail to Reason   |
| 父 ハーツクライ 2001 鹿毛 | 父の父*サンデーサイレンス 1986 青鹿毛        | Halo                                         | Cosmah                                       |                  |
| 父 ハーツクライ 2001 鹿毛 | 父の父*サンデーサイレンス 1986 青鹿毛        | Wishing Well                                 | Understanding                                | Understanding    |
| 父 ハーツクライ 2001 鹿毛 | 父の父*サンデーサイレンス 1986 青鹿毛        | Wishing Well                                 | Mountain Flower                              |                  |
| 父 ハーツクライ 2001 鹿毛 | 父の母アイリッシュダンス 1990 鹿毛           | *トニービン                                  | *カンパラ                                    | *カンパラ        |
| 父 ハーツクライ 2001 鹿毛 | 父の母アイリッシュダンス 1990 鹿毛           | *トニービン                                  | Severn Bridge                                |                  |
| 父 ハーツクライ 2001 鹿毛 | 父の母アイリッシュダンス 1990 鹿毛           | *ビューパーダンス                            | Lyphard                                      | Lyphard          |
| 父 ハーツクライ 2001 鹿毛 | 父の母アイリッシュダンス 1990 鹿毛           | *ビューパーダンス                            | My Bupers                                    |                  |
| 母 *ラリズ 2004 鹿毛      | 母の父Bernstein 1997 鹿毛                    | Storm Cat                                    | Storm Bird                                   | Storm Bird       |
| 母 *ラリズ 2004 鹿毛      | 母の父Bernstein 1997 鹿毛                    | Storm Cat                                    | Terlingua                                    |                  |
| 母 *ラリズ 2004 鹿毛      | 母の父Bernstein 1997 鹿毛                    | La Affirmed                                  | Affirmed                                     | Affirmed         |
| 母 *ラリズ 2004 鹿毛      | 母の父Bernstein 1997 鹿毛                    | La Affirmed                                  | La Mesa                                      |                  |
| 母 *ラリズ 2004 鹿毛      | 母の母La Marlene 1995 黒鹿毛                 | Rainbow Corner                               | Rainbow Quest                                | Rainbow Quest    |
| 母 *ラリズ 2004 鹿毛      | 母の母La Marlene 1995 黒鹿毛                 | Rainbow Corner                               | Kingscote                                    |                  |
| 母 *ラリズ 2004 鹿毛      | 母の母La Marlene 1995 黒鹿毛                 | La Cardinale                                 | *サザンヘイロー                              | *サザンヘイロー  |
| 母 *ラリズ 2004 鹿毛      | 母の母La Marlene 1995 黒鹿毛                 | La Cardinale                                 | La Bozan                                     |                  |
| 母系(F-No.)               | ラリズ(ARG)系(FN:3-h)                        | ラリズ(ARG)系(FN:3-h)                        | ラリズ(ARG)系(FN:3-h)                        | [ § 3 ]          |
| 5代内の近親交配           | Halo 3×5＝15.63%、Northern Dancer 5×5＝6.25% | Halo 3×5＝15.63%、Northern Dancer 5×5＝6.25% | Halo 3×5＝15.63%、Northern Dancer 5×5＝6.25% | [ § 4 ]          |
| 出典                      | 1. 2. 3. 4.                                  | 1. 2. 3. 4.                                  | 1. 2. 3. 4.                                  | 1. 2. 3. 4.      |

- 母ラリズはアルゼンチンのGIIIコンデッサ賞、オクレンシア賞勝ち馬でGIのCEスプリント2着の短距離馬。